# It Prevails
It Prevails — американская рок-группа из Портленда. Исполняет прогрессивный мелодичный хардкор.

## О группе
Группа сформирована в 2004 году. На их музыку оказали влияние Shai Hulud и Strongarm. It Prevails выпустили Indelible EP, а позже полноформатный альбом, названный The Inspiration. 17 февраля 2009 года вышел альбом Capture & Embrace. Весной 2010 года группа выпускает новый EP Findings, состоящий из трёх треков, который вышел только в эксклюзивном тираже на виниле. В 2011 году выходит третий альбом Stroma, который намного мелодичнее всего предыдущего материала группы. Альбом Perdition записывался более двух лет, в течение которых состав группы постоянно менялся, и в итоге альбом был записан практически полностью силами лидера группы Иана. Еще до его выхода было объявлено, что этот альбом станет последним. Фактически It Prevails прекратили существование еще до релиза Perdition, который все-таки вышел в 2015 году.
В 2019 году группа выпустила мини-альбом A Life Worth Living, обновив состав. Из оригинальных членов группы остался только Иан Файк.

## Дискография
- 2005 — Indelible, EP (Self-Released)[5]
- 2007 — The Inspiration (Rise Records)
- 2009 — Capture & Embrace (Rain City Records)
- 2010 — Findings, EP (The Form Records)
- 2011 — Re:Findings — сплит с evylock (Falling Leaves Records)
- 2011 — Stroma (Mediaskare Records)
- 2015 — Perdition (Mediaskare Records)
- 2019 — A Life Worth Living, EP